# Остапенко Олексій Георгійович
Олексíй Григо́рович Оста́пенко — (нар. 15 листопада 1991, Харків, Україна — пом. 25 вересня 2020, поблизу міста Чугуїв, Харківська область, Україна) — український військовослужбовець, капітан Збройних сил України.
Загинув в авіакатастрофі Ан-26 поблизу міста Чугуїв.

## Нагороди та відзнаки
- медаль «За військову службу Україні» (посмертно, 6 жовтня 2020) — за самовіддане служіння Українському народові, зразкове виконання військового обов’язку[3]